# Cuno Hoffmeister
Cuno Hoffmeister   (Sonneberg, 2 de febrer de 1892 - Sonneberg, 2 de gener de 1968) va ser un astrònom alemany, especialitzat en l'observació d'estels variables i d'asteroides.

## Semblança
Cuno Hoffmeister va fundar l'Observatori de Sonneberg, on va treballar entre uns altres amb Paul Oswald Ahnert (a qui va oferir un treball en 1938, encara que Ahnert era un conegut opositor al règim Nazi). Entre els seus estudiants figura Eva Ahnert-Rohlfs.

## Descobriments
| (2183) Neufang   | 26 de juliol de 1959   |
| (3203) Huth      | 18 de setembre de 1938 |
| (3674) Erbisbühl | 13 de setembre de 1963 |
| (4183) Cuno      | 5 de juny de 1959      |
| (4724) Brocken   | 18 de gener de 1961    |

Durant la seva vida activa com a astrònom, Hoffmeister va descobrir aproximadament 10.000 estels variables en les més de 100.000 plaques fotogràfiques preses des de l'Observatori de Sonneberg. El Minor Planet Center l'acredita amb el descobriment de 5 asteroides entre 1938 i 1963. També va codescobrir C/1959 O1, un cometa hiperbòlic, el 1957.

## Publicacions
- Meteore, ihre kosmischen und irdischen Beziehungen. Casa editorial Acadèmica, societat amb m.b. H.,, Leipzig (1937)
- Die veränderlichen Sterne der nördlichen Milchstraßi. T.4. (C. Hoffmeister i P. Ahnert) Veröffentlichungen der Sternwarte zu Sonneberg (Publicacions de l'Observatori Sonneberg) (1947)
- Zur Photometrie der Milchstraßi. Casa editorial acadèmica, Berlín (1947)
- Meteorströme. Casa editorial J. A. Barth, Leipzig (1948)
- Die Sterne. Zeitschrift für alle Gebiete der Himmelskunde. (Herausgeber C. Hoffmeister 1951-1967) Casa editorial J. A. Barth, Leipzig - Editor - Berlín
- Die veränderlichen Sterne der nördlichen Milchstraßi. T.6. (C. Hoffmeister o. a.) Casa editorial acadèmica, Berlín (1951)
- Die veränderlichen Sterne der nördlichen Milchstraßi. T.7. (C. Hoffmeister o. a.) Casa editorial acadèmica, Berlín (1954)
- Sterne über der Steppe. VEB Casa editorial de F. A. Brockhaus, Leipzig (1954)
- Zählungen der Meteore in Südwestafrika 1937-1938. Casa editorial acadèmica, Berlín (1955)
- Messungen zur atmosphärischen Optik in Südwest-Afrika. Casa editorial acadèmica, Berlín (1956) o. (1966)
- Photographische Aufnahmen von Kometen. Casa editorial acadèmica, Berlín (1956)
- Bearbeitung donis Lichtwechsels von 75 kurzperiodischen veränderlichen Sternen zwischen 25° und 90° südlicher Deklination. Casa editorial acadèmica, Berlín (1956)
- Die veränderlichen Sterne der nördlichen Milchstraßi. T.9. (C. Hoffmeister, W. Götz, H. Huth) Casa editorial acadèmica, Berlín (1957)
- Über dónes Verhalten von drei typischen und sechs atypischen RW Aurigae-Sternen. Casa editorial acadèmica, Berlín (1958)
- Beobachtungen hochatmosphärischer Erhellungen donis Nachthimmels in Südwestafrika 1952-1953. Casa editorial acadèmica, Berlín (1958)
- Beobachtungen donis verstärkten Nachthimmelleuchtens in den Jahren 1946-1957. Casa editorial acadèmica, Berlín (1959)
- Die veränderlichen Sterne der nördlichen Milchstraßi. T.11. (C. Hoffmeister) Casa editorial acadèmica, Berlín (1960)
- Veränderliche Sterne am Südhimmel. Casa editorial acadèmica, Berlín (1963)
- Astronomische Abhandlungen. (Escrit al costat de P. Ahnert) Casa editorial de J. A. Barth, Leipzig (1965)
- Analyse der Lichtkurven von vier RW Aurigae-Sternen. Casa editorial acadèmica, Berlín (1965)
- Der Aufbau der Galaxis. Casa editorial acadèmica, Berlín (1966)
- Veränderliche Sterne. (Escrit al costat de G. Richter i W. Wenzel) Casa editorial de J. A. Barth, Leipzig (1990), ISBN 3-335-00224-5

## Epònims
- El cràter d'impacte lunar Hoffmeister va ser batejat en el seu honor, així com els asteroides (1726) Hoffmeister i (4183) Cuno.[4][5]